# Anógia
 (juin 2021).
Si vous disposez d'ouvrages ou d'articles de référence ou si vous connaissez des sites web de qualité traitant du thème abordé ici, merci de compléter l'article en donnant les références utiles à sa vérifiabilité et en les liant à la section « Notes et références ».
Anógia ou Anóyia (grec moderne : Ανώγεια) est un village et un dème de Crète situé sur les contreforts nord du Psiloritis (ou mont Ida).

## Géographie
Anógia est le chef-lieu du dème (municipalité) d'Anógia, dans la périphérie de Crète.

## Histoire
Lors de la Seconde Guerre mondiale, les hommes du village enlevèrent en 1944 le général allemand Heinrich Kreipe. Le 13 août, en guise de représailles, les Allemands arrêtèrent 80 personnes âgées qui furent envoyées à Héraklion et exécutèrent neuf hommes. Ils firent sauter 800 maisons avec de la dynamite et six femmes âgées handicapées sont mortes brûlées.

## Population
Selon le recensement de 2011, la population d'Anógia compte 2 379 habitants.

## Personnalités liées au village
Anógia est notamment le lieu de naissance du chanteur Nikos Xylouris. 